# Bognor Regis Town FC
Bognor Regis Town FC is een Engelse voetbalclub uit Bognor Regis, West Sussex. De club werd opgericht in 1883 als Bognor Regis FC en heeft als bijnaam de Rocks vanwege de rotsformatie die op ongeveer 2 kilometer van het veld ligt aan het strand. De naam Town werd pas in 1950 bij de naam gevoegd.
In 1896 sloot de club zich aan bij de West Sussex League. Begin jaren twintig werd deze competitie vijf keer op rij gewonnen waarna de club zich in 1926 aansloot bij de Brighton & Hove District League. Na één seizoen schakelde de club echter om naar de Sussex County League waar de club bleef tot 1972.
Na een degradatie in 1970 kon de club meteen terugkeren en werd zelfs voor de tweede maal op rij kampioen wat een promotie opleverde naar de Southern League. In 1981 schakelde de club om naar de Isthmian League en promoveerde na één seizoen al naar de Premier Division. In 1991/92 eindigde Bognor Regis Town als 21ste maar werd de club gered omdat Dagenham FC zich terugtrok. Het volgende seizoen werd Bognor Regis Town laatste en degradeerde.
In 2002/03 slaagde de club erin om terug te keren en na een tiende plaats in het seizoen 2003/04 werd Bognor Regis Town in de nieuwe Conference South geplaatst waar de club tot 2009 speelde.